# Szukigara Maszahiro
Szukigara Maszahiro (Tokió, 1966. április 2. –) japán válogatott labdarúgó.

## Nemzeti válogatott
A japán válogatott tagjaként részt vett az 1988-as Ázsia-kupán.